# Three Rivers (Kalifornia)
Three Rivers – jednostka osadnicza w Stanach Zjednoczonych, w stanie Kalifornia, w hrabstwie Tulare.